# Грисбок
Грисбо́к, или ка́пский стенбо́к  (лат. Raphicerus melanotis) — карликовая антилопа из семейства полорогих (Bovidae), обитающая на юге Африки.

## Описание
Высота в холке составляет 54 см, вес — 10 кг. Шерсть сверху красно-коричневого окраса с серыми полосами и белыми крапинами, брюхо светлее и без пятен. Большие уши снаружи серо-бурого цвета, внутри белые. Между ушами шерсть тёмная. У самцов короткие, длиной от 6 до 8 см, гладкие, вертикально стоящие рога. Шерсть на морде рыжевато-коричневого окраса, нижняя часть морды рыже-жёлтого цвета. Очень короткий хвост едва заметен.

## Распространение
Вид обитает в финбоше в прибрежных регионах Южной Африки от Седерберга через Капский полуостров немного восточнее Ист-Лондона.

## Образ жизни
Ведёт преимущественно одиночный ночной образ жизни. Живёт в густом кустарнике, лесу, подходя при наличии укрытий к садам и виноградникам. Питается, прежде всего, листвой, а также сочными травами и плодами. Потребности в воде не испытывает.
Самцы территориальны и защищают при помощи рогов свои участки от других самцов. Территорию метят расположенными под глазами слёзными железами, а также мочой.

## Размножение
Размножаются в течение всего года. Тем не менее, основное время спаривания — это осень. Через 7 месяцев беременности, чаще весной, появляется детёныш. Его шерсть темнее чем шерсть взрослых животных. Он становится половозрелым через 18—24 месяца. При благоприятных условиях самки рождают 2-х детёнышей в год.